# Wilbur Scoville
Wilbur Lincoln Scoville (Bridgeport, 22 gennaio 1865 – Gainesville, 10 marzo 1942) è stato un farmacista statunitense, noto per aver creato il S.O.T. (Scoville Organoleptic Test), che successivamente ha portato alla creazione della Scala di Scoville.
Ideò il test per misurare la piccantezza di un peperoncino nel 1912 mentre lavorava alla società farmaceutica Parke-Davis.
Nel 1922, Scoville vinse il premio Ebert dalla American Pharmaceutical Association  e nel 1929 ricevette la Remington Honor Medal.
Scoville ricevette anche un dottorato in Scienza dalla Columbia University.
Scoville scrisse The Art of Compounding che venne pubblicato per la prima volta nel 1895 e successivamente ebbe altre 8 edizioni.